# PFTS Index
Der PFTS Index ist der Leitindex der Ukrainischen PFTS Ukraine Stock Exchange  mit 20 Werten.

## Gelistete Unternehmen
Am 30. Dezember 2021
| Name                                                       | Symbol | Markt- kapitalisierung in Mio. UAH | Aktienverteilung (Provisorische Angaben) |
| ---------------------------------------------------------- | ------ | ---------------------------------- | ---------------------------------------- |
| Sachidenergo                                               | ZAEN   |                                    |                                          |
| Ukrnafta                                                   | UNAF   |                                    |                                          |
| Zentrenergo                                                | CEEN   |                                    |                                          |
| Ukrtelecom                                                 | UTLM   |                                    |                                          |
| Raiffeisen Bank Aval                                       | BAVL   | 28,287,774,787                     | 11,59                                    |
| Charzyskyj trubnyj sawod                                   | HRTR   |                                    |                                          |
| Motor Sitsch                                               | MSICH  |                                    |                                          |
| Dniproenergo                                               | DNEN   |                                    |                                          |
| Ukrsozbank                                                 | USCB   |                                    |                                          |
| Stirol                                                     | STIR   |                                    |                                          |
| Asowstal                                                   | AZST   |                                    |                                          |
| Jenakijewski metalurgijni sawod                            | ENMZ   |                                    |                                          |
| Krjukiwski wagonobudiwni sawod                             | KVBZ   |                                    |                                          |
| Sewerny GOK                                                | SGOK   |                                    |                                          |
| Altschewski metalurgijni kombinat (Industrieunion Donbass) | ALMK   |                                    |                                          |
| Awdiiwski koxochimitschni sawod (Kokerei)                  | AVDK   |                                    |                                          |
| Jassiniwski koxochimitschni sawod (Kokerei)                | YASK   |                                    |                                          |
| Donbassenergo                                              | DOEN   |                                    |                                          |
| Poltawski GSK                                              | PGOK   |                                    |                                          |
| Stachanowski wagonobudiwni sawod                           | SVGZ   |                                    |                                          |
| Gesamt                                                     |        |                                    |                                          |

Ehemalige Mitglieder:
- Interpipe (INTERPAIP Nischnjodniprowski truboprokatni sawod)
- Mariupoler Metallkombinat »Iljitsch«
- Mariupolski sawod waschkowo maschinobuduwannja